# Apela strigatula
Apela strigatula är en fjärilsart som beskrevs av Forbes 1939. Apela strigatula ingår i släktet Apela och familjen tandspinnare. Inga underarter finns listade i Catalogue of Life.